# Concert for George
A Concert for George (Koncert George-ért) elnevezésű koncertet Londonban tartották a Royal Albert Hall-ban, 2002. november 29-én, George Harrison halálának első évfordulóján. A koncertet Harrison özvegye, Olivia Harrison, és fia, Dhani Harrison szervezte. A zenéért Eric Clapton és Jeff Lynne volt a felelős. A koncert bevételét a Material World Charitable Foundation kapta.

## Előadások
A koncertet egy tipikus szanszkrit könyörgéssel nyitotta a Sarve Shaam kórus, majd ezt követte az indiai zenész, Ravi Shankar lánya, Anoushka Shankar a "Your Eyes" című számmal. Ezt követte Anoushka Shankar és Jeff Lynne előadásában a "The Inner Light", majd Ravi Shankar külön erre az alkalomra írt szerzeménye, az "Arpan" (szanszkrit szó, jelentése: adni).
Mindezt követte a Monty Python komikus közjátéka, a "Sit On My Face". Ezután Michael Palin jött elő, mint bemondó, aki azt állította, hogy világ életében favágó akart lenni. Ezután csatlakozott hozzá a Monty Python két tagja, Neil Innes, Carol Cleveland és egy különleges vendég, Tom Hanks, akivel közösen előadták a Favágók dalát.
A koncert hátralevő részében fellépett a "George's Band", amelyben a még élő Beatles-tagok, Paul McCartney és Ringo Starr, valamint Eric Clapton, Jeff Lynne, Tom Petty, Billy Preston, Jools Holland, Albert Lee, Sam Brown, Gary Brooker, Joe Brown, Ray Cooper, Andy Fairweather Low, Marc Mann, Dhani Harrison és még számos zenész fellépett, akik a munkásságuk során George Harrison-nal együtt zenéltek.
Több Harrison által írt Beatles dalt is eljátszottak az együttes különböző korszakaiból, igyekezve hűek maradni George stílusához. Clapton és Preston az "Isn't It A Pity" című dalt, Ringo a "Photograph", Clapton és McCartney a "Something", Preston a "My Sweet Lord", Clapton, McCartney és Starr a "While My Guitar Gently Weeps" című dalt játszotta.
Az esemény felvételét DVD-n is kiadták David Leland rendezésében, 2003. november 17-én, valamint CD-n is, habár az nem tartalmazza a Monty Python és Sam Brown által előadott színpadi előadásokat.

## Dalok és előadók
Fellépési sorrendben. (nem teljes lista)
1. Sarve Shaam
- tradicionális ima - tartalmaz egy ajánlást Ravi Shankartól

2. Your Eyes (szerző: Ravi Shankar) - 8:22
- Anoushka Shankar: szitár, Tanmoy Bose: tabla

3. The Inner Light (szerző: Harrison) - 3:01
- Anoushka Shankar: szitár/ Jeff Lynne: ének, akusztikus gitár/ Tanmoy Bose: tabla/ Dhani Harrison:

zongora, háttérének/ ismeretlen zenészek
4. Arpan (szerző: Rhavi Shankar) - 23:01
- Anoushka Shankar: szitár, karmester/ Sukanya Shankar: shloka olvasás / M. Balanchandar: mridangam/ Vishwa Mohan Bhatt: mohan vina/ Tanmoy Bose: tabla, dholak/ Chandrasekhar, Balu Raghuraman: hegedű/ Eric Clapton: gitár/ Pedro Eustache: fúvósok/ Sunil Gupta: fuvola/ Anuradha Krishamurthi: vokalista/ Jane Lister: hárfa/ Gaurav Mazumdar: szitár/ Snehashish Mzumdar: mandolin, Ramesh Mishra: gsarangi/ Pirashanna Thevarajah: ütögetős hangszererk/ Kenji Ota: tanpura,Barry Phillips: csello/ Rajendara Prasanna: shahnai/ Emil Richards: marimba/ Partho Sarathy: sarod/ Hari Sivanesan: veena/ Bharatiya Vidya Bhavan Kórus/ English Chamber Choir/ London Metropolitan Orchestra

5. Monty Python előadásai
- Sit On My Face
- The Lumberjack Song Tom Hanks-szel

6. I Want To Tell You (szerző: Harrison) - 2:52
- Jeff Lynne: ének, gitár

7. If I Needed Someone (szerző: Harrison) - 2:28
- Eric Clapton: ének, gitár

8. Old Brown Shoe (szerző: Harrison) - 3:48
- Gery Brooker: ének, billentyű

9. Give Me Love (Give Me Peace On Earth) (szerző: Harrison) - 3:29
- Jeff Lynne: ének, gitár

10. Beware of Darkness (szerző: Harrison) - 4:00
- Eric Clapton: ének, gitár

11. Here Comes The Sun (szerző: Harrison) - 3:09
- Joe Brown: ének, gitár/ Neil Gauntlett: gitár/ Dave Nilo: basszus/ Phil Capaldi: dobok/ Andy Fairweather-Low: gitár

12. That's The Way It Goes (szerző: Harrison) - 3:39
- Joe Brown: ének, mandolin/ Neil Gauntlett: gitár/ Dave Nilo: basszus/ Phil Capaldi: dobok

13. Horse To The Water (szerző: George Harrison/Dhani Harrison)
- Sam Brown: ének/ Jools Holland: zongora/ Jim Capaldi: dobok

14. Taxman (szerző: Harrison) - 3:10
- Tom Petty: ének, gitár/ Mike Campbell: szólógitár/ Benmont Tench: billentyű/ Ron Blair: basszus/ Steve Ferrone: dobok/ Scott Thurston: gitár, háttérének

## Fordítás
- Ez a szócikk részben vagy egészben  a   Concert_for_george című angol Wikipédia-szócikk fordításán alapul.  Az eredeti cikk szerkesztőit annak laptörténete sorolja fel. Ez a jelzés csupán a megfogalmazás eredetét és a szerzői jogokat jelzi, nem szolgál a cikkben szereplő információk forrásmegjelöléseként.